# Санкт-Петербургские ведомости (с 1991)
«Санкт-Петербу́ргские ве́домости» — газета, издаваемая в Санкт-Петербурге с 1991 года.

## История
В 1991 году на базе коллектива газеты «Ленинградская правда» было возрождено издание газеты с дореволюционным названием «Санкт-Петербургские ведомости». Первым главным редактором «Санкт-Петербургских ведомостей» после возобновления стал О. С. Кузин.
В 1996 году газета преобразована в акционерное общество — ЗАО «Газета „Санкт-Петербургские ведомости“»; первым председателем наблюдательного совета ЗАО избран В. В. Путин.
В том же году первым в истории профессионального конкурса журналистов Санкт-Петербурга «Золотое перо» обладателем гран-при стал обозреватель газеты «Санкт-Петербургские ведомости» Александр Афанасьев.
В настоящее время издание выходит пять раз в неделю (с понедельника по пятницу).
С 2005 года в газете выходит ежемесячная авторская рубрика директора Государственного Эрмитажа М. Б. Пиотровского «Взгляд из Эрмитажа».
Редакция с 2002 года расположена на улице Марата, 25 (вход из Кузнечного переулка).
В 2001 году издательство «Лениздат» выпустило в свет книгу Д. Ю. Шериха «Голос родного города» — первую историю «Санкт-Петербургских ведомостей» с момента их рождения. Второе издание этой книги — под названием «Визитная карточка Петербурга. Жизнь от Петра до Путина в зеркале „Санкт-Петербургских ведомостей“» — увидело свет в 2009 году.
В 2014 году по решению акционеров и совета директоров генеральным директором издательского дома стал Б. В. Грумбков, а главным редактором газеты — Д. Ю. Шерих.
В 2015 года газета впервые за всю свою биографию стала полностью цветной.
В 2016 году в связи с 25-летием возобновления выпуска, а также «за значительный вклад в развитие журналистики в Санкт-Петербурге» издательский дом был награждён почётным дипломом Законодательного собрания Санкт-Петербурга.
В рамках XXI профессионального конкурса журналистов Санкт-Петербурга и Ленинградской области «Золотое перо» специального приза Законодательного собрания Санкт-Петербурга удостоен главный редактор «Санкт-Петербургских ведомостей» Д. Ю. Шерих.

## Награды
- Почётная грамота Совета МПА СНГ (19 мая 2016 года, Межпарламентская ассамблея СНГ) — за активное участие в деятельности Межпарламентской Ассамблеи и её органов, вклад в укрепление дружбы между народами государств — участников Содружества Независимых Государств[1].
- Почётный диплом Законодательного собрания Санкт-Петербурга (2016 год).